# Reino de Montenegro
O Reino do Montenegro foi um estado monárquico localizado no sudeste da Europa, no litoral dos Balcãs; com capital em Cetinje. Legalmente era uma monarquia constitucional, porém absolutista na prática.
Montenegro ficou de jure independente do Império Otomano como Principado do Montenegro, um estado constitucional ligado ao ortodoxismo, criado pelo diplomata Mirkov Petrovic-Njegos (Príncipe Mikhail I), com então 32 anos, após sua morte, em 1867, foi sucedido por seu primogenito Knjaz Nikola Petrovic-Njegos (Príncipe Nicolau I) de 26 anos. Nicolau I foi quem proclamou a criação do Reino em 28 de agosto de 1910, apresentando nova bandeira, brasão de armas (que até então não existia) e a abertura de um parlamento. Em 1916 o país foi ocupado militarmente pela Áustria-Hungria, e com o fim da Primeira Guerra Mundial, o país é anexado pelos sérvios ao recém-formado Reino dos Sérvios, Croatas e Eslovenos depondo Nicolau I. A primeira linha sucessória do trono termina em 1981 com a morte de sua neta, Marina Petrovna, passando a sucessão para seu irmão Roman Petrovich, o qual seu primeiro filho Nicolas Romanov é o atual Chefe da Casa Real do Montenegro e da Casa Imperial da Rússia.

## História

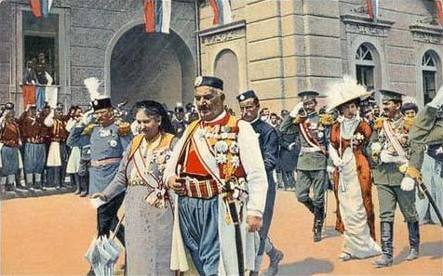
Proclamação do Reino do Montenegro, Cetinje, 28 de Agosto de 1910

O Reino do Montenegro foi proclamado por Knjaz Nikola em Cetinje, em 28 de Agosto de 1910.
Nas Guerras Balcânicas (1912 – 1913), o Montenegro conseguiu ganhos territoriais tomando Sanjaco do Reino da Sérvia em 30 de Maio de 1913. Todavia, ao fazer isto, incorporou uma grande população que não se identificava cultural e historicamente com o país.
A juntar a isso, a cidade recém-capturada de Skadar teve de ser devolvida ao novo estado da Albânia por insistência das Grandes Potências apesar dos montenegrinos terem perdido 10.000 vidas no seu exército par capturar a cidade às forças otomanas (albanesas) de Esad Paşa.
Durante a Primeira Guerra Mundial (1914 – 1918) o Montenegro esteve com as Potências Aliadas. De 15 de Janeiro de 1916 a Outubro de 1918, o Montenegro esteve ocupado pela Áustria-Hungria.
Em 20 de Julho de 1917, a Declaração de Corfu foi assinada; declarou a unificação do Montenegro com o Reino da Sérvia. Em 26 de Novembro de 1918, a unificação montenegrina com a Sérvia foi proclamada. A oposição à nova condição montenegrina continuou por anos uma resistência de guerrilha.

## Governantes

### Rei de Montenegro (1910–1918)

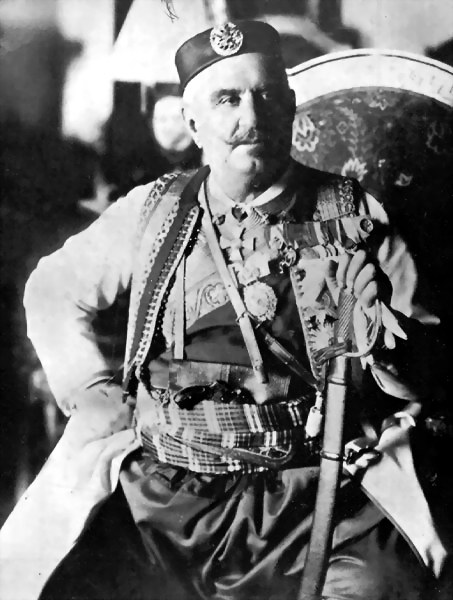
Nicolau I

- Nicolau I do Montenegro (1910–1918)

### Primeiros-ministros (1910–1916)
- Lazar Tomanović (1910–1912)
- Mitar Martinović (1912–1913)
- Janko Vukotić (1913–1915)
- Milo Matanović (1915–1916)

### Primeiros-ministros no exílio (1916–1922)
- Lazar Mijušković (1916)
- Andrija Radović (1916–1917)
- Milo Matanović (1917)
- Evgenije Popović (1917–1919)
- Jovan Plamenac (1919–1921)
- Anto Gvozdenović (1921–1922)
- Milutin Vučinić (1922)
- Anto Gvozdenović (1922)